# Мартіні (коктейль)

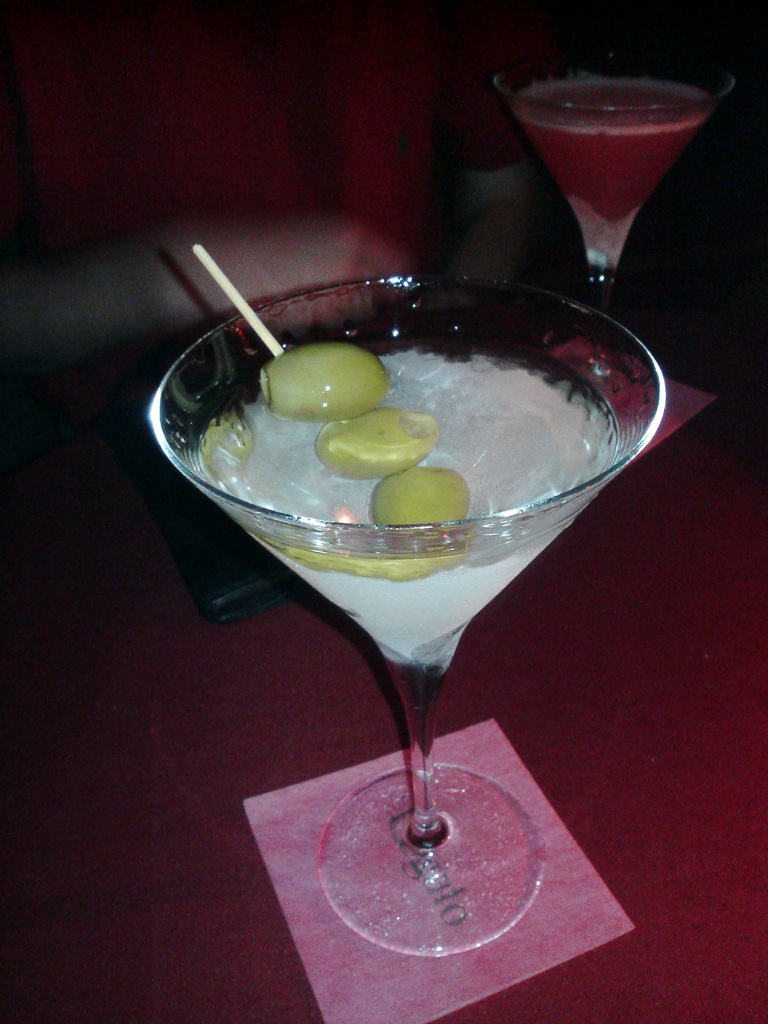
Мартіні

Мартіні — популярний коктейль, що робиться з джину та сухого білого вермуту (наприклад однойменний відомий Мартіні, хоч назва й не пов'язана напряму). Класифікується як аперитив. Належить до офіційних напоїв Міжнародної асоціації барменів (IBA), категорія «Незабутні» (англ. The Unforgettables). Завдяки багатьом відображенням в літературі та кіно здобуло майже культового статусу.
Також використовують як додаток зелені оливки. Вони відтіняють сильний смак джину та вермуту.